# Георги Ангелов (учител)
Вижте пояснителната страница за други личности с името Георги Ангелов.
Георги В. Ангелов е български просветен деец от късното Българско възраждане в Македония.

## Биография
Георги Ангелов е роден в 1864 година в македонския град Битоля, тогава в Османската империя. Завършва първоначално образование в гръцко училище в Битоля. След това учи шест класа в Битолската гръцка гимназия. В 1885/1886 година завършва Пловдивската мъжка гимназия. След това през 1888/1889 учи право в Загребския университет, през 1897/1898 година учи право в Лозанския университет. Учителства в класно училище. На 1 септември 1899 година е назначен и в Битолската българска класическа гимназия, където преподава гръцки език. Преподава и в Битолското българско девическо четирикласно училище.